# Nemoura cinerea
Nemoura cinerea is een steenvlieg uit de familie beeksteenvliegen (Nemouridae). De wetenschappelijke naam van de soort is voor het eerst geldig gepubliceerd in 1783 door Retzius.